# Negreni (okręg Ardżesz)
Negreni – wieś w Rumunii, w okręgu Ardżesz, w gminie Dârmănești. W 2011 roku liczyła 624 mieszkańców.